# Richard Jefferies

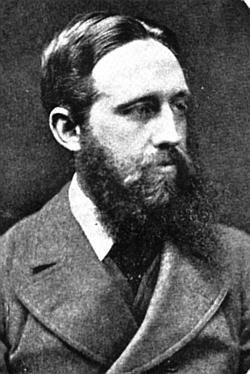
Richard Jefferies.

John Richard Jefferies, född den 6 november 1848, död den 14 augusti 1887, var en engelsk naturskribent. Han var känd för sin beskrivning av det brittiska lantliga livet i sina essäer, böcker och noveller.

## Uppväxt
John Richard Jefferies (det namn han använde som barn) föddes i församlingen Chiseldon, nära Swindon, Wiltshire, som son till jordbrukaren James Luckett Jefferies (1816–1896). Han ärvde gården av sin far John Jefferies. 
Han tillbringade flera år, mellan fyra och nio års ålder, med sin moster och morbror, Harrilds, i Sydenham, där han gick på en privat skola. Han åkte då bara hem till Coate på loven.
1864, när han var sexton år, åkte han och kusinen James Cox, till Frankrike. 
1874 publicerades hans första novell, The Scarlet Shawl. Samma år gifte han sig med Jessie Baden (1853–1926). Efter några månader på Coate Farm flyttade paret till ett hus i Swindon 1875.

### Böcker publicerade under hans levnad
- The Scarlet Shawl (London: Tinsley Brothers, 1874)
- Restless Human Hearts (London: Tinsley Brothers, 1875)
- World's End (London: Tinsley Brothers, 1877)
- The Gamekeeper at Home (London: Smith, Elder & Co., 1878) (reissued by Cambridge University Press, 2009; ISBN 9781108004107)
- Wild Life in a Southern County (London: Smith, Elder & Co., 1879)
- The Amateur Poacher (London: Smith, Elder & Co., 1879) (reissued by Cambridge University Press, 2009; ISBN 9781108004091)
- Greene Ferne Farm (London: Smith, Elder & Co., 1880)
- Hodge and His Masters (London: Smith, Elder & Co., 1880)
- Round About a Great Estate (London: Smith, Elder & Co., 1880)
- Wood Magic (London: Cassell, Petter, Galpin & Co., 1881)
- Bevis: the Story of a Boy (London: Sampson Low, Marston, Searle, & Rivington, 1882)
- Nature Near London (London: Chatto & Windus, 1883)
- The Story of My Heart: An Autobiography (London: Longmans, Green, & Co., 1883)
- Red Deer (London: Longmans, Green, & Co., 1884)
- The Life of the Fields (London: Chatto & Windus, 1884)
- The Dewy Morn (London: Richard Bentley and Son, 1884)
- After London; Or, Wild England (London: Cassell & Company, Ltd., 1885)
- The Open Air (London: Chatto & Windus, 1885)
- Amaryllis at the Fair (London: Sampson Low, Marston, Searle, & Rivington, 1887)

### Postuma publiceringar
Endast den första av dessa (producerad av hans änka) var planerad av Jefferies.
- Field and Hedgerow; Being the Last Essays of Richard Jefferies (London: Longmans, Green, & Co., 1889)
- The Toilers in the Field (London: Longmans, Green, & Co., 1892)
- The Early Fiction of Richard Jefferies, ed. G. Toplis (London: Simpkin, Marshall, Hamilton, Kent & Co Ltd., 1896), somewhat bowdlerised[6]
- Jefferies' Land: A History of Swindon and its Environs,  ed. G. Toplis (London: Simpkin, Marshall, Hamilton, Kent & Co Ltd., 1896)
- The Hills and the Vale, collected and introduced by E. Thomas (London: Duckworth & Co, 1909)

## Sekundärlitteratur
- Banerjee, Jacqueline Literary Surrey John Owen Smith (2005) ISBN 1873855508 ISBN 978-1873855508 pp55–56, 64–72
- W. Besant, The Eulogy of Richard Jefferies (London: Chatto and Windus, 1888, fourth impression 1905)
- J. Fowles, "Introduction", in R. Jefferies, After London (Oxford: OUP, 1980), vii-xxi. ISBN 0192812661
- W.J. Keith, Richard Jefferies, A Critical Study (London: University of Toronto Press, 1965)
- Q.D. Leavis, "Lives and works of Richard Jefferies", Scrutiny 6 (1938) 435-46, reprinted in Collected Essays Vol. 3 (Cambridge: CUP, 1989), 254-64. ISBN 052126703X
- S.J. Looker and C. Porteous, Richard Jefferies, Man of the Fields (London: John Baker, 1965)
- H. Matthews and P. Treitel, The Forward Life of Richard Jefferies (Oxford: Petton Books, 1994).  ISBN 9780952281306
- H. Matthews and P. Treitel, Richard Jefferies: An Index (Longcot:Petton Books, 2008).  ISBN 9780952281320
- G. Miller and H. Matthews, Richard Jefferies, A bibliographical study (Aldershot: Scolar Press, 1993). ISBN 0859679187
- B. Morris, Richard Jefferies and the Ecological Vision (Oxford: Trafford Publishing, 2006). ISBN 1412098289
- A. Rossabi, ‘(John) Richard Jefferies (1848-1887)’ Oxford Dictionary of National Biography (Oxford: OUP, 2004)
- A. Smith, The Interpreter: a biography of Richard Jefferies (Swindon:  Blue Gate Books, 2008). ISBN 9780955587436.
- B. Taylor, Richard Jefferies (Boston: Twayne Publishers, 1982) ISBN 0805768165
- E. Thomas, Richard Jefferies: His Life and Work (London: Hutchinson, 1909)
- H. Sheehan, Jill Carter[www.jillcarterartworks.com]: "''The Cunning Spider"' (Swindon: BlueGate Books, 2007)